# الأرطاوية

شجر الأرطي

الأرطاوية مدينة سعودية تتبع محافظة المجمعة في منطقة الرياض، سميت بهذا الاسم نسبة إلى شجر الأرطى الذي يكثر بها، وهي تبعد عن الرياض 250 كم شمالًا، ويتبع الأرطاوية 25 مركزًا. يبلغ عدد سكان الأرطاوية 19 ألف نسمة بالإضافة إلى 17 ألف نسمة من سكان المراكز التابعة لها.

## التاريخ والتأسيس

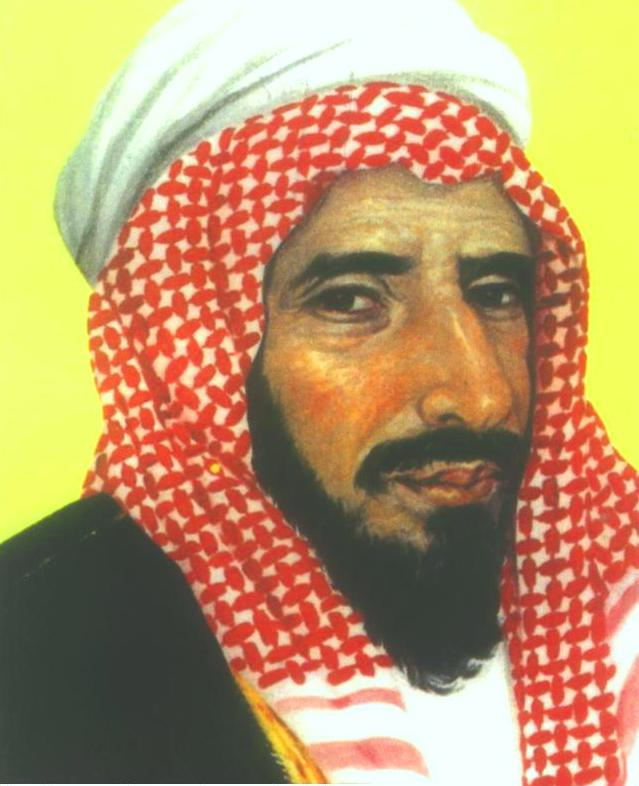
الأمير فيصل بن سلطان الدويش ارتبط ذكره بالأرطاوية و يعتبر من أبرز الشخصيات التي سكنتها

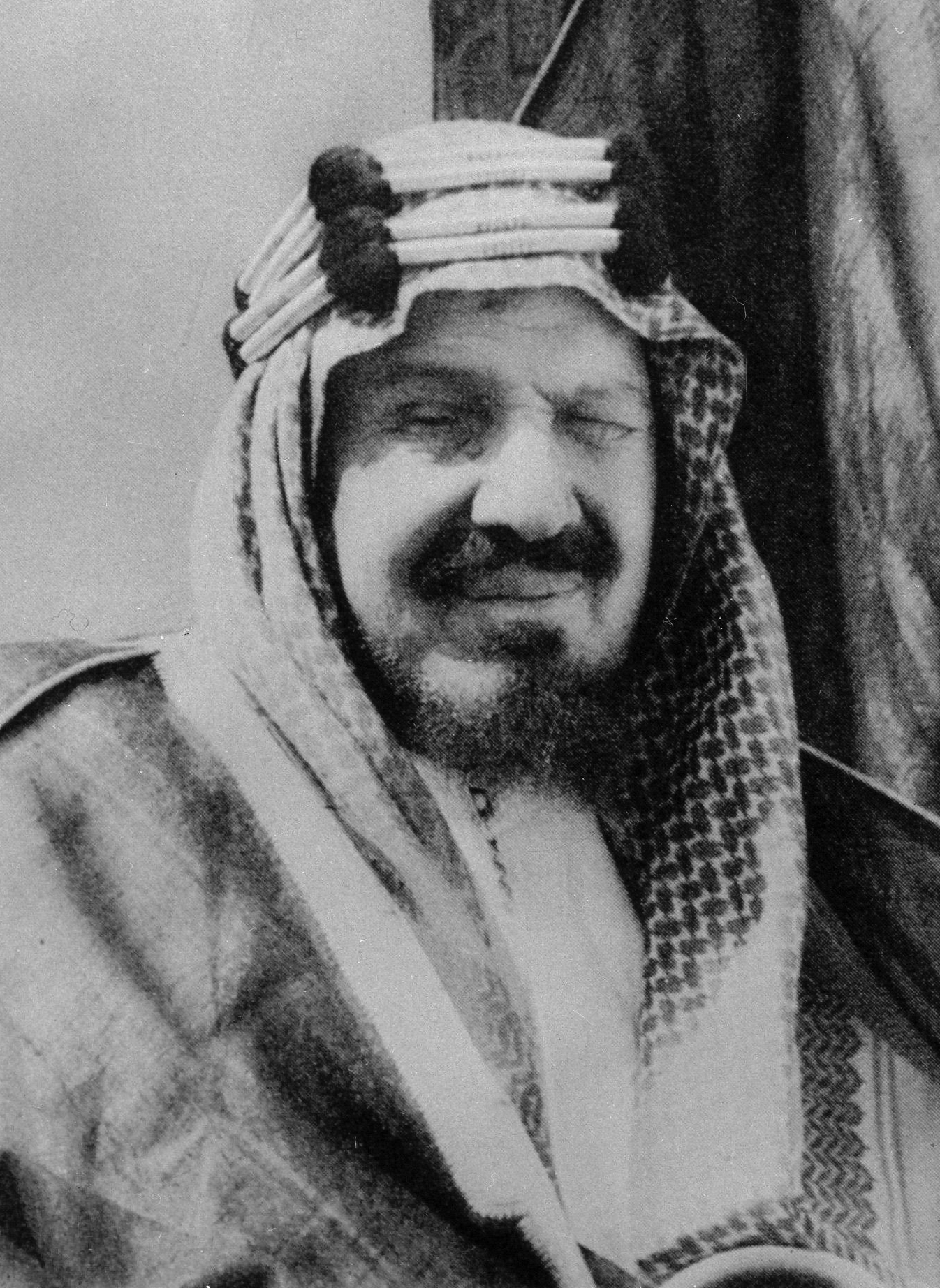
الملك عبدالعزيز مؤسس المملكة العربية السعودية دعم مشروع توطين البدو و تأسيس الهجر الحضرية منذ أن كان أميرا على نجد

تأسست مدينة الأرطاوية مع نهاية عام 1910 وبداية عام 1911 كانت الأرطاوية أول هجر الإخوان وقد بُدء في تشييد المنازل وحفر الآبار في نهاية عام 1910م الموافق 1328هـ وأول من سكنها كان عدد من أهالي مدينة حرمة يقدر بثلاثين رجلاً وكانوا قد ارتحلوا من حرمه إلى الأرطاوية بسبب نزاع دب بينهم وبين أهلها حول شددهم الديني. لم يطب لهم المقام في حرمة لحصول مشادات آنذاك بينهم وبين أهلها فرأوا انفرادهم بهجرة، واختارو موضع الأرطاوية حيث الآبار والموارد وجودة المرعى، وحيادية الموقع وبعده عن احتمال قيام إشكاليات أو نزاعات مع متجاورين حسب ما تمليه الظروف المكانية في ذلك الزمن. فكتبو خطاباً إلى الإمام عبد العزيز يستأذنون، وخطاب إلى فيصل بن سلطان الدويش شيخ مطير عن رغبتهم الاستيطان لأن الموقع من مراتع قبيلة مطير ومواردهم. وذكروا أن الهدف هو العبادة والدعوة إلى الله تبارك وتعالى.
قام بتأسيس الأرطاوية عبد المحسن بن عبد الله بن عبد الكريم وجماعة من الإخوان المتديين الذين انتقلوا إليها من حرمة وبدء إعمارها عام (1328هـ،1329هـ/ 1910م،1911م) وعرفت كهجرة ناشئة عام 1330هـ/1912م.
وبعد معركة جراب عام 1915/1333هـ نزل فيصل الدويش الأرطاوية وترك حياة البادية فأمر الملك عبد العزيز ببناء قصر له وبني القصر في شرقي البلدة خارج السور القديم وهو لا يزال موجوداً حتى الآن، وبنزول الدويش للأرطاوية نزلتها مجموعة كبيرة من القبيلة فيه وأصبحت أكبر هجر بوادي مطير فكبرت البلدة وازداد سكانها.
برزت بعد ذلك هجرة الأرطاوية كأحد أشهر وأكبر هجر الإخوان آنذاك وشارك مقاتلوها في معركة حمض ومعركة الجهراء وفي فتح حائل عام 1921 وحصار المدينة المنورة في الحرب الحجازية إلى معركة السبلة عام 1929 م وكان يخرج منها عام 1926 نحو 2,000 مقاتل برئاسة فيصل بن سلطان الدويش، أمير قبيلة مطير، وأحد أهم قادة الإخوان.
ومعه أبناء عمومته من الدوشان أبرزهم ابن عمه ونسيبه الأمير نايف بن مزيد بن ماجد بن الحميدي الدويش وتعين بأمر من الملك عبد العزيز أميراً على الأرطاوية وأميراً على قبيلة مطير
وبعده ابنه الأمير مسير بن نايف بن مزيد الملقب براعي بصيه وتعين أمير الأرطاوية بعده أخيه الأمير عبد الرحمن بن نايف وبعده تولّى إمارة الأرطاوية الأمير سلطان بن عبد الرحمن وبعده تولّى إمارة الأرطاوية الأمير عبد الله بن سلطان وبعده تعيين على إمارة الأرطاوية مسير بن سلطان عام 1430 هـ .

## الجغرافيا
تحيط مدينة الأرطاوية وقراها جبال مجزل من الغرب ورمال النفود من جهة الشرق تتخللها الأودية من جهة الغرب إلى الشرق والرياض والفياض الخضراء الغناء التي تعتبر أفضل منتزه لأهالي منطقة الرياض، خاصة أيام الربيع ومن أشهر أوديتها التي تمتاز بكثرة أشجار السدر والطلح، حيث تصل في بعض الأودية إلى شبه غابات وهي: وادي الأرطاوي، وادي الحثاقي، وادي زبدة، وادي البتيراء، وادي الوعالي، وادي أبو فقارة، وادي السحيمي، وادي النغيق، وادي النخيل، وادي جراب، وادي بقر، وادي الحسكيات، وادي غدير الحاج، وادي ذنيب الذيب، وادي رميثان.
من أشهر رياضها وفياضها الجميلة روضة زبدة، روضة أم طليحة، روضة الزلعاء، روضة طراق الخيل، روضة أم عشر، روضة أم الحمير، روضة المجمع، روضة أم الذيابة، روضة الخبرا، روضة الخوير، روضة الفغم، روضة مشفلح، روضة ابن شوكان، فياض طيارات، روضة أم حجول، فياض غيان، روضة أم شبرم، روضة أم عواقيل، روضة الأمغر، روضة أم الصعانين، روضة أم سدر، روضة رميثان، روضة صنعاء، فياض الحنبلي (وهذا الرياض سميت باسم الإمام أحمد بن حنبل حيث سكن فيها وحفر الآبار وزرع فيها ولا تزال آثاره باقية حتى الآن).
تمتاز هذه الأودية والشعاب والفياض والرياض بطبيعتها الخلابة، وينبت فيه جميع أعشاب الربيع، حيث تزيد على أكثر من 500 نوع من الأعشاب الربيعية، كما ينبت فيها الفقع والكمأة في فصل الربيع، وكذلك تكثر فيها الشجيرات النباتية الطبيعية المستديمة التي تتغذى عليها الماشية مثل النصي، السبط، الرقروق، العرفج، الشيح، الجثياء، الكفينة، الطلح، العوشز، القرضي، الحنظل، الرمث، النقد، الكداد، الريل، التنوم، العلقاء، الشكاعاء، السدر، العشر، العاذر.
هذه النباتات والشجيرات البرية تتغذى عليها الماشية، حيث أغرت وشجعت مربي المواشي وخاصة الأغنام إلى الاستقرار بها ورعيها، حيث يصل بعض قطعان الأغنام إلى أكثر من 15.000 رأس من الغنم للقطيع الواحد.

## الخدمات التعليمية
بعد مرحلة الكتاتيب والعلماء بدأت مرحلة التعليم النظامي، حيث تم افتتاح أول مدرسة ابتدائية بالأرطاوية وتسمى المدرسة السعودية عام 1371هـ وفي الوقت الحالي يوجد في الأرطاوية والقرى المجاورة لها 23 مدرسة ابتدائية للبنين، و 14 مدرسة متوسطة للبنين، و 5 مدارس ثانوية للبنين، وينتظر أن يتم افتتاح العديد من المدارس لجميع المراحل نظراً للنمو المتزايد للأرطاوية والقرى، وهي متربطة بإدارة تعليم البنين بمحافظة المجمعة، حيث لا يوجد مكتب إشراف على مدارس البنين في الأرطاوية.
أما بالنسبة لمدارس البنات فقد تأخرت عن مدارس البنين حيث افتتحت أول مدرسة للبنات للمرحلة الابتدائية عام 1389- 1390هـ وتسمى المدرسة الأولى الابتدائية للبنات ولا تزال تحتفظ بهذا الاسم إلى الآن، ويوجد عدد 23 مدرسة ابتدائية للبنات، و 15 مدرسة متوسطة للبنات، وعدد 7 مدارس ثانوية بنات، وروضتين إحداهما أهلية وأخرى حكومية، ومدارس لمحو الأمية يبلغ عددها 18 مدرسة وسوف يتم إغلاقها قريبا لانتفاء الغرض من افتتاحها، ويشرف على هذه المدارس بالأرطاوية والقرى مندوبية تعليم البنات بمركز الأرطاوية.